# Alfabet vithkuqi
L'escriptura Vithkuqi, també anomenada Büthakukye o Beitha Kukju després de la denominació que li va aplicar l'albanóleg alemany Johann Georg von Hahn, fou un alfabet inventat per escriure l'idioma albanès entre 1825 i 1845 per l'erudit albanès Naum Veqilharxhi.

## Història
Encara que de vegades es diu erròniament que l'escriptura porta el nom del seu inventor, en realitat el nom de l'alfabet deriva de Vithkuq, un llogaret a la regió de Korçë on va néixer Veqilharxhi.
L'alfabet no va poder afermar-se a causa de la mort prematura del seu inventor i als costos prohibitius de tallar aquest nou tipus de caràcters; no obstant això, una sèrie de documents que utilitzen aquesta escriptura es van publicar a finals del segle xix. Finalment, l'alfabet es va veure desbordat per les escriptures gregues, àrabs i llatines que havia estat dissenyada per suplantar, aquesta última es va convertir en l'oficial l'any 1909. Altres escriptures originals usades pels albanesos van ser l'escriptura Elbasan i l'escriptura Todhri durant el segle xviii. Aquests alfabets tampoc van poder veure el seu ús estès de forma perllongada.

## Descripció
L'alfabet Vithkuqi va ser dissenyat específicament per ser el més neutre possible, evitant la duplicació de caràcters grecs, llatins o àrabs. Tenia una correspondència gairebé perfecta entre lletres i fonemes, però mancava de caràcters per a l'albanès modern "gj", "rr", "xh" i "zh". A més, la "b" i la "h" modernes estaven representades cadascuna per dos caràcters; els caràcters menys utilitzats de cada parell es transliteren com a "bb" i "hh" a continuació.
| Lletra majúscula | Lletra majúscula | Lletra minúscula | Lletra minúscula | L'albanès modern | IPA  |
| Image            | Text             | Image            | Text             | L'albanès modern | IPA  |
| ---------------- | ---------------- | ---------------- | ---------------- | ---------------- | ---- |
|                  | 𐕰                |                  | 𐖗                | a                | /a/  |
|                  | 𐕱                |                  | 𐖘                | bb               | /b/  |
|                  | 𐕲                |                  | 𐖙                | b                | /b/  |
|                  | 𐕳                |                  | 𐖚                | c                | /t͡s/ |
|                  | 𐕴                |                  | 𐖛                | ç                | /t͡ʃ/ |
|                  | 𐕵                |                  | 𐖜                | d                | /d/  |
|                  | 𐕶                |                  | 𐖝                | dh               | /ð/  |
|                  | 𐕷                |                  | 𐖞                | e                | /ɛ/  |
|                  | 𐕸                |                  | 𐖟                | ë                | /ə/  |
|                  | 𐕹                |                  | 𐖠                | f                | /f/  |
|                  | 𐕺                |                  | 𐖡                | g                | /ɡ/  |
|                  | 𐕼                |                  | 𐖣                | h                | /h/  |
|                  | 𐕽                |                  | 𐖤                | hh               | /h/  |
|                  | 𐕾                |                  | 𐖥                | i                | /i/  |
|                  | 𐕿                |                  | 𐖦                | ie               | /iɛ̯/ |
|                  | 𐖀                |                  | 𐖧                | j                | /j/  |
|                  | 𐖁                |                  | 𐖨                | k                | /k/  |
|                  | 𐖂                |                  | 𐖩                | l                | /l/  |
|                  | 𐖃                |                  | 𐖪                | ll               | /ɫ/  |
|                  | 𐖄                |                  | 𐖫                | m                | /m/  |
|                  | 𐖅                |                  | 𐖬                | n                | /n/  |
|                  | 𐖆                |                  | 𐖭                | nj               | /ɲ/  |
|                  | 𐖇                |                  | 𐖮                | o                | /ɔ/  |
|                  | 𐖈                |                  | 𐖯                | p                | /p/  |
|                  | 𐖉                |                  | 𐖰                | q                | /c͡ç/ |
|                  | 𐖊                |                  | 𐖱                | r                | /ɹ/  |
|                  | 𐖌                |                  | 𐖳                | s                | /s/  |
|                  | 𐖍                |                  | 𐖴                | sh               | /ʃ/  |
|                  | 𐖎                |                  | 𐖵                | t                | /t/  |
|                  | 𐖏                |                  | 𐖶                | th               | /θ/  |
|                  | 𐖐                |                  | 𐖷                | u                | /u/  |
|                  | 𐖑                |                  | 𐖸                | v                | /v/  |
|                  | 𐖒                |                  | 𐖹                | x                | /d͡z/ |
|                  | 𐖔                |                  | 𐖻                | y                | /y/  |
|                  | 𐖕                |                  | 𐖼                | z                | /z/  |

## Tipografia
Els llibres de Veqilharxhi van ser litografiats a Bucarest per George Venrich, com es va descobrir recentment. Tot i que l'alfabet va ser litografiat, el 1847 també va ser tallat per a ús tipogràfic a Viena, pels filòlegs i punxador austríac Alois Auer. Va ser utilitzat per primera vegada per a un exemplar tipus anomenat Das Vaterunser l'any 206 Sprachen per la Impremta Imperial (k.k. Hof- und Staatsdruckerei) a Viena, sota la direcció d'Auer. El mateix tipus també va ser utilitzat per Carl Faulmann en un llibre diferent uns anys més tard. És el primer tipus de lletra tallat per a un alfabet albanès original.